# 張嵩 (漢趙)
張嵩（?—?），隴西郡人，五胡十六国時代漢（前趙）人物。
張嵩事母至孝。母亲死後，于墓側结廬、哀感幽显。相传他母亲葬礼结束后，突然墓地地裂。棺自破，母亲苏醒得活。
張嵩担任王弥的長史。王弥降漢（前趙），張嵩跟随。311年六月，王弥与呼延晏、劉曜、石勒率军攻打洛陽，張嵩从军。洛陽陷落後，王弥和劉曜互香残殺，死者超过千人。張嵩劝说王弥：「将軍与国家共為大事，事情刚刚有起色，就互相攻伐，有何面目去见陛下。洛陽平定之功確在将軍，但劉曜是皇族。平定孙吴之时，王渾、王濬二王争功的事情，还不遥远。即使将軍阻兵不还，也要考虑子弟、宗族」。王弥听从，去劉曜处致歉，二人和解。王弥说：「下官闻過，是張長史（張嵩）之功」。劉曜称赞張嵩：「君为西汉朱建，岂只是范生吗」。王弥、劉曜各賜張嵩黄金百斤。
311年十月、石勒在己吾（今宁陵县）请王弥赴酒宴。張嵩劝说王弥，提防专諸（春秋時代吴国人物，在酒宴上暗殺吴王僚）、孫峻（三国時代孙吴人物，在酒宴上暗殺諸葛恪）之类的人物，不要前去。王弥不听，前去赴宴，被石勒暗殺。張嵩回到平陽事奉皇帝劉聪。